# کرومویر
کرومویر (به چکی: Krumvíř) یک منطقهٔ مسکونی در جمهوری چک است که در ناحیه برتسلاو واقع شده‌است. کرومویر ۱٬۱۴۴ نفر جمعیت دارد.